# 塩化プルトニウム(III)
塩化プルトニウム(III)（えんかプルトニウム、英: Plutonium(III) chloride）はプルトニウムの塩化物で、化学式はPuCl3と表される。

## 構造
塩化プルトニウム(III)の結晶構造中のプルトニウム原子は9座標であり、tricapped trigonal prismatic型の結晶構造をとる。

## 安全性
他のプルトニウム化合物と同様、核拡散防止条約による規制の対象である。触れると温かさを感じるが、重度の放射線障害が生じる。